# معجزه در میلان
معجزه در میلان (به ایتالیایی: Miracolo a Milano) فیلمی فانتزی به کارگردانی ویتوریو دسیکا محصول سال ۱۹۵۱ سینمای ایتالیا است.  فیلمنامه فیلم با همکاری چزاره زاواتینی بود که بر پایه رمانی به نام توتوی خوب (به ایتالیایی: Totò il Buono) می‌باشد.
این اثر جزئی از سینمای نئورئالیسم ایتالیا می‌باشد.

## داستان فیلم
روزی روزگاری زنی سالخورده نوزادی تنها را پیدا می‌کند. او نوزاد را به نزد خود می‌برد اما پس از مرگ او، کودک، «توتو» به یتیم خانه می‌رود. او یتیم خانه را به عنوان یک مرد جوان خوشحال ترک کرده و در دوران پس از جنگ میلان به جستجوی شغل می‌رود. او با کمک بی‌خانمان‌ها تصمیم می‌گیرد در زمینهای خالی شهری برای آنها بسازد …

## بازیگران
- اما گراماتیکا
- پائولو استوپا
- گولی‌یلمو بارنابو
- آلبا آرنووا
- آنا کارنا
- ارمینیو اسپالا
- ویرجیلیو رینتو
- آرتورو براگالیا
- رناتو ناوارینی
- ککو ریسونه
- اجیستو اولیویری

## جوایز
- برنده جایزه نخل طلا (۱۹۵۱)
- برنده روبان نقره ای بهترین طراحی تولید فیلم (گوئیدو فیورینی) از سندیکای ملی روزنامه نگاران فیلم ایتالیا
- برنده بهترین فیلم خارجی زبان از جوایز حلقه منتقدان فیلم نیویورک: جایزه ان‌وای‌اف‌سی‌سی (NYFCC)
- کاندید بهترین فیلم از هر نظر و بهترین بازیگر مرد خارجی، فرانچسکو گولیسانو از آکادمی هنرهای فیلم و تلویزیون بریتانیا: جایزه فیلم بفتا